# St. James (Luizjana)
St. James – jednostka osadnicza w Stanach Zjednoczonych, w stanie Luizjana, w parafii St. James.